# اینوزین
اینوزین (انگلیسی: Inosine) یک نوکلئوزیدی است که وقتی هیپوگزانتین از طریق پیوند β-N9-گلیکوزیدی به یک حلقه ریبوز (همچنین به عنوان ریبوفورانوز شناخته می‌شود) متصل می‌شود، تشکیل می‌شود. در سال ۱۹۶۵ میلادی در تجزیه و تحلیل RNA ترانسفراز کشف شد. اینوزین معمولاً در tRNAها یافت می‌شود و برای ترجمه مناسب کد ژنتیکی در جفت‌های باز متزلزل ضروری است.
دانش متابولیسم اینوزین منجر به پیشرفت در ایمونوتراپی در دهه‌های اخیر شده‌است. اینوزین مونوفسفات توسط آنزیم اینوزین مونوفسفات دهیدروژناز اکسید می‌شود و گزانتوزین مونوفسفات تولید می‌کند که یک پیش‌ساز کلیدی در متابولیسم پورین است. مایکوفنولات موفتیل یک داروی ضد متابولیت و ضد تکثیر است که به عنوان یک مهار کننده اینوزین مونوفسفات دهیدروژناز عمل می‌کند. اینوزین در درمان انواع بیماری‌های خودایمنی از جمله گرانولوماتوز همراه با پلی‌آنژیت استفاده می‌شود، زیرا جذب پورین با تقسیم فعال سلول‌های B می‌تواند بیش از ۸ برابر سلول‌های طبیعی بدن باشد و بنابراین، این مجموعه از سلول‌های سفید (که نمی‌توانند پورین را عمل کنند). مسیرهای نجات) به‌طور انتخابی توسط کمبود پورین ناشی از مهار اینوزین مونوفسفات دهیدروژناز (IMD) هدف قرار می‌گیرد.

## واکنش‌ها
آدنین به آدنوزین یا اینوزین مونوفسفات (IMP) تبدیل می‌شود که هر کدام به نوبه خود به اینوزین (I) تبدیل می‌شود که با آدنین (A)، سیتوزین (C) و اوراسیل (U) جفت می‌شود.
پورین نوکلئوزید فسفوریلاز اینوزین و هیپوگزانتین را به داخل تبدیل می‌کند.
اینوزین همچنین یک واسطه در زنجیره‌ای از واکنش‌های نوکلئوتیدی پورین مورد نیاز برای حرکات ماهیچه‌ای است.

## اهمیت بالینی
در دهه ۱۹۷۰ میلادی، اینوزین توسط ورزشکاران کشورهای شرقی در تلاش برای بهبود عملکرد مورد استفاده قرار گرفت. مطالعات حیوانی نشان داده‌است که اینوزین دارای خواص محافظت‌کننده عصبی است. این دارو برای آسیب نخاعی و برای تجویز پس از سکته پیشنهاد شده‌است، زیرا یافته‌ها نشان می‌دهد که اینوزین باعث سیم‌کشی دوباره آکسون می‌شود.
پس از مصرف، اینوزین به اسید اوریک متابولیزه می‌شود، که پیشنهاد شده‌است که یک آنتی‌اکسیدان طبیعی و پاک کننده پراکسی نیتریت با مزایای بالقوه برای بیماران مبتلا به مولتیپل اسکلروزیس (MS) باشد. پراکسی نیتریت با دژنراسیون آکسون مرتبط است در سال ۲۰۰۳ میلادی، مطالعه ای در مرکز ام اس دانشگاه پنسیلوانیا برای تعیین اینکه آیا افزایش سطح اسید اوریک با تجویز اینوزین باعث کاهش پیشرفت ام اس می‌شود یا خیر، آغاز شد. این پژوهش در سال ۲۰۰۶ تکمیل شد اما نتایج به NIH گزارش نشد. انتشار بعدی به مزایای بالقوه اشاره کرد اما حجم نمونه (۱۶ بیمار) برای نتیجه‌گیری قطعی بسیار کوچک بود. افزون بر این، عارضه جانبی درمان ایجاد سنگ کلیه در چهار بیمار از ۱۶ بیمار بود.
با تکمیل کارآزمایی‌های فاز دوم برای بیماری پارکینسون، اینوزین تا مرحله سوم آزمایش‌ها ادامه خواهد یافت. کارآزمایی‌های پیشین نشان داد که بیمارانی که بالاترین سطح اورات سرم را داشتند، پیشرفت کندتر علائم پارکینسون داشتند. این کارآزمایی از اینوزین برای بالا بردن سطح اورات در کسانی که سطوح کمتر از میانگین جمعیت (۶ میلی‌گرم در دسی لیتر) دارند، استفاده می‌کند.
Alseres Pharmaceuticals (در زمان ثبت اختراع به نام Boston Life Sciences) استفاده از اینوزین را برای درمان سکته به ثبت رساند و در حال بررسی این دارو در محیط ام اس بود.
این دارو در سیستم طبقه‌بندی شیمیایی درمانی آناتومیک، به عنوان یک داروی ضدویروس طبقه‌بندی می‌شود.

## اتصال
اینوزین یک لیگاند طبیعی برای محل اتصال بنزودیازپین در گیرنده GABA A است.

## بیوتکنولوژی
هنگام طراحی پرایمرها برای واکنش زنجیره ای پلیمراز، اینوزین مفید است زیرا می‌تواند با هر پایه طبیعی جفت شود. این مورد امکان طراحی پرایمرهایی را فراهم می‌کند که دارای یک پلی‌مورفیسم تک نوکلئوتیدی هستند، بدون اینکه پلی‌مورفیسم کارایی بازپخت پرایمر را مختل کند.
با این حال، اینوزین ترجیحاً با سیتوزین (C) جفت می‌شود و وارد RNA می‌شود، به عنوان مثال. با عمل ADARها، در نتیجه RNA دورشته‌ای را با تغییر جفت بازهای AU به عدم تطابق IU بی‌ثبات می‌کند.

## تناسب اندام
علی‌رغم فقدان شواهد بالینی مبنی بر بهبود رشد عضلانی، اینوزین به عنوان یک عنصر در برخی از مکمل‌های تناسب اندام باقی می‌ماند.

## محرک تغذیه
همچنین مشخص شده‌است که اینوزین به تنهایی یا در ترکیب با اسیدهای آمینه خاص در برخی از گونه‌های ماهیان پرورشی یک محرک خوراک مهم است. به عنوان مثال، اینوزین و اینوزین-۵-مونوفسفات به عنوان محرک‌های تغذیه‌ای اختصاصی برای ماهی‌های سرخ شده (Scophthalmus maximus) و عنبرجک ژاپنی (Seriola quinqueradiata) گزارش شده‌است. مشکل اصلی استفاده از اینوزین و/یا اینوزین-۵-مونوفسفات به عنوان جاذب تغذیه، هزینه بالای آنهاست. با این حال، استفاده از آنها ممکن است از نظر اقتصادی در خوراک لارو برای لارو ماهی‌های دریایی در طول دوره شیرگیری اولیه توجیه شود، زیرا مقدار کل خوراک مصرفی نسبتاً کم است.

## نگارخانه

جفت‌های پایه برای «اینوزین» و گوانین